# ضحميات
الضُحْمِيَّات أو أسماك الشمس أو الموليدي (الاسم العلمي: Molidae)، فصيلة أسماك من شعاعيات الزعانف، علي غير العادة ينتهي جسد السمكه عند نهاية زعنفة الظهر و زعنفة الزعنفة الذيل، مما يكسبهم شكل النصف سمكة.

## الوصف
يعتبر العمود فقري للفصائل الموليدي هو الأقصر لإي سمكة، إذ يحتوي على 16 فقرة فقط، وتفتقر إلى كل العظام السفلية الموجودة في الذيل، ويتكون معظم هيكلها العظميٍ من الغضاريف. أما بالنسبة لجدلها فهو قاصي إلي حد كبير. و لا يوجد لفصائل الموليدي مثانة هوائية. كذلك هناك شكوك حول إذا كانت لحوم هذة الأسماك تحتوي علي نفس السموم الموجودة في أسماك الكروي والنيص.

## الطباع
تعتبر اسماك الموليدي اجتماعيه، إذ تم مشاهدتهم مع أنواع أخرى. و تعتبر اسماك المولدي عرضه إلى طفيليات الجلد حيث يلتصق علي جلدها الطحالب الطافية في الماء والتي تكون بيئة مناسبة لديدان الماء، وبالتالي فأنها تحتاج إلى الأسماك المنظفة . فأسماك المولدي التي تحتاج إلي تنظيف نجدها تعوم علي سطح الماء بشكل عاموجي بحيث يكون رأسها قريب من سحطح الماء، وتنتظر الأسماك المنظفة الصغيرة لتتغذي علي الدود الطفيلي. و بالمثل فقد تطفو اسماك المولدي علي سطح الماء بشكل كامل بزعنفة الظهر حتى تجذب طيور النورس أو الطيور البحرية الأخرى للتتغذي الدود العالق علي جلدها والطفيليات الأخرى. و بسبب ظهور سمكة الموليدي مستلقيه علي سطح الماء اكتسبت اسم شمس المحيط.

## الفصائل
هناك أربع فصائل فقط وهي: 

سمكة شمس المحيط (مولا مولا) 

سمكة شمس المحيط الجنوبية (مولا رامساي) 

سمكة الشمس النحيفة (رانزاني) 

سمكة مولا مدببة الذيل

## وصلات خارجية
- FishBase info for Molidae
- The Open Ocean MarineBio.org. Updated: 28 August 2011.